# Clean Pastures
Pour plus de détails, voir Fiche technique et Distribution.
Clean Pastures est un cartoon Merrie Melodies réalisé par Friz Freleng en 1937.